# Eduard Clam-Gallas
Eduard Graf Clam-Gallas (ur. 13 marca 1805 w Pradze, zm. 17 marca 1891 w Wiedniu) – oficer Armii Cesarstwa Austriackiego w stopniu generała kawalerii, dowódca I Korpusu Armijnego podczas wojny prusko-austriackiej.

## Życiorys
W 1823 roku rozpoczął służbę w Armii Cesarstwa Austriackiego. W 1846 otrzymał awans na stopień generała majora (niem. Generalmajor) i został dowódcą brygady w Pradze. W trackie wojny austriacko-piemonckiej walczył między innymi w bitwach pod Custozą i pod Novarą. Za zasługi podczas wojny został odznaczony Orderem Marii Teresy. W trakcie powstania węgierskiego uczestniczył, współpracując z Armią Imperium Rosyjskiego, w tłumieniu rozruchów na Wołoszczyźnie. Po zakończeniu konfliktu został dowódcą wojskowym w Pradze i awansował na stopień marszałka polnego porucznika (niem. Feldmarschalleutnant). W wojnie z Francją dowodził I Korpusem w starciach pod Magentą i Solferino. W 1861 roku otrzymał stopień generała kawalerii (niem. Ganeral der Kavallerie). Po austriackiej przegranej w bitwie pod Sadową, gdzie stał na czele I Korpusu, został oskarżony o niekompetencje i postawiony przed sądem wojennym. W 1868 roku, uniewinniony i zrehabilitowany, nie zdecydował się kontynuować służby w wojsku i przeszedł w stan spoczynku. Od 1853 był szefem 10. Pułku Ułanów.

## Odznaczenia
Odznaczenia gen. Clam-Gallasa to między innymi:
- Order Złotego Runa
- Kawaler Orderu Korony Żelaznej I klasy
- Komandor Orderu Leopolda z dekoracją wojenną
- Kawaler Orderu Marii Teresy
- Order Świętego Aleksandra Newskiego (Imperium Rosyjskie)
- Cesarski i Królewski Order Orła Białego (Imperium Rosyjskie)
- Order Świętej Anny I klasy z mieczami i brylantami (Imperium Rosyjskie)
- Krzyż Wielki Orderu Orła Czerwonego (Prusy)
- Order Korony Rucianej (Saksonia)
- Krzyż Wielki Orderu Gwelfów (Hanower)
- Krzyż Wielki Orderu Alberta Niedźwiedzia (Anhalt)